# Eliminatoria a la Eurocopa Sub-16 1992
La Eliminatoria a la Eurocopa Sub-16 1992 contó con la participación de 31 selecciones infantiles de Europa para definir a los 15 clasificados a la fase final del torneo a celebrarse en Chipre junto al país anfitrión.

## Resultados

### Fase de Grupo
| País    | J | G | E | P | GF | GC | Pts |
| ------- | - | - | - | - | -- | -- | --- |
| Italia  | 4 | 2 | 1 | 1 | 5  | 3  | 5   |
| Suiza   | 4 | 2 | 0 | 2 | 5  | 5  | 4   |
| Polonia | 4 | 1 | 1 | 2 | 3  | 5  | 3   |

| Equipo 1 | Resultado | Equipo 2 |
| -------- | --------- | -------- |
| Polonia  | 2-1       | Suiza    |
| Suiza    | 1-0       | Italia   |
| Italia   | 3-1       | Suiza    |
| Italia   | 0-0       | Polonia  |
| Polonia  | 1-2       | Italia   |
| Suiza    | 2-0       | Polonia  |

### Eliminación Directa
| Equipo 1        | Agr.        | Equipo 2          | Ida | Vuelta |
| --------------- | ----------- | ----------------- | --- | ------ |
| Gales           | 1-2         | Irlanda           | 1-0 | 0-2    |
| Islandia        | 3-3 (5-6 p) | Irlanda del Norte | 2-1 | 1-2    |
| Malta           | 0-8         | Países Bajos      | 0-6 | 0-2    |
| Alemania        | 8-1         | Albania           | 8-1 | w.o.   |
| Unión Soviética | 2-2 (2-4 p) | Yugoslavia        | 1-1 | 1-1    |
| Turquía         | 1-2         | Israel            | 1-0 | 0-2    |
| Luxemburgo      | 1-8         | España            | 1-3 | 0-5    |
| Francia         | 6-2         | Austria           | 5-2 | 1-0    |
| Finlandia       | 5-1         | Bélgica           | 3-0 | 2-1    |
| Noruega         | 3-5         | Hungría           | 2-2 | 1-3    |
| Checoslovaquia  | 2-2 (a)     | Rumania           | 2-1 | 0-1    |
| Grecia          | 5-6         | Dinamarca         | 4-1 | 1-5    |
| Bulgaria        | 1-3         | Escocia           | 0-1 | 1-2    |
| Suecia          | 2-3         | Portugal          | 2-0 | 0-3    |